# Nederlands als tweede taal
Nederlands als tweede taal (NT2) is het onderwijs Nederlands dat gegeven wordt aan anderstaligen binnen het Nederlandse taalgebied. Het is daarom niet vergelijkbaar met het vak Nederlands zoals dat in het voortgezet of secundair onderwijs aan moedertaalsprekers onderwezen wordt. Wie Nederlands leert buiten het Nederlandse taalgebied spreekt niet over NT2, maar over NVT: Nederlands als vreemde taal.
Het vak NT2 wordt zowel gegeven aan kinderen als aan volwassenen. Daarin staat het verwerven van de Nederlandse taal op de eerste plaats. Dat is noodzakelijk om later de andere vakken te kunnen volgen.

## NT2 in België
In Vlaanderen wordt NT2 onderwezen in het volwassenenonderwijs. Ook in de OKAN (Onthaalklas voor anderstalige nieuwkomers) neemt het een belangrijke plaats in. In de onthaalklas krijgen jongeren van 12 tot 18 jaar een taalbad Nederlands zodat ze daarna de lessen in het secundair onderwijs met meer kans van slagen kunnen volgen. Er zijn specifieke voorwaarden om deze onthaalklassen te mogen volgen.
In Brussel wordt NT2 eveneens onderwezen in het volwassenenonderwijs. Een coördinerende rol is weggelegd voor de Brusselse vestiging van Het Huis van het Nederlands, die nauw met het CVO en het CBE samenwerkt. Naast de VDAB neemt ook Actiris, dat een samenwerkingsakkoord heeft met het Centrum voor Volwassenenonderwijs|CVO, initiatieven om taalopleidingen Nederlands aan de Brusselse werkzoekenden aan te bieden. Dat gaat van vrijstelling van inschrijvingsgeld voor taallessen tot het verstrekken van taalcheques die werkzoekenden in staat stellen om kosteloos een taalopleiding te volgen bij enkele door Actiris erkende taalscholen zoals de Cercle du Néerlandais.

## NT2 in Nederland
In Nederland vindt NT2 aan kinderen over het algemeen plaats in zogenaamde schakelklassen (ISK) op basisscholen en middelbare scholen. Ook maakt NT2  deel uit van de verplichte inburgering van nieuwkomers in de Nederlandse samenleving.
Op 1 januari 2007 trad een nieuwe inburgeringswet, de Wet inburgering, in werking. Volgens die wet zijn alle nieuwkomers van 16 jaar en ouder inburgeringsplichtig, behalve als zij uit een Europees land komen. Zij moeten binnen 3,5 jaar na binnenkomst in Nederland voldoen aan hun inburgeringsplicht, namelijk het inburgeringsexamen doen. Dit geldt in ieder geval voor mensen met weinig vooropleiding (minder dan 3 jaar voortgezet onderwijs). Degenen die in eigen land een middelbareschoolopleiding van meer dan 3 jaar hebben gevolgd kunnen een cursus volgen die hen opleidt tot het afleggen van het Staatsexamen NT2. Daarmee worden ze vrijgesteld van het inburgeringsexamen.
Nieuwkomers hebben een eigen verantwoordelijkheid in het behalen van de inburgeringsplicht: eventueel kunnen ze hiervoor, onder voorwaarden, een lening afsluiten bij het DUO voor de kosten van de opleiding. 

### Taalniveaus
NT2 is verdeeld in de verschillende Europese taalniveaus A1, A2, B1, B2, C1 en C2. Deze verschillen van de niveaus voor Nederlands als moedertaal, te weten 1F, 2F en 3F.
Er zijn in Nederland twee soorten NT2-diploma's: NT2-programma I en NT2-programma II.
- NT2-I-diploma houdt in dat men (ten minste) taalniveau B1 heeft voor schrijven, luisteren, spreken en lezen. Dit niveau is vergelijkbaar met dat van het MBO.
- NT2-II-diploma houdt in dat men (ten minste) taalniveau B2 heeft voor schrijven, luisteren, spreken en lezen. Dit is vergelijkbaar met het niveau HBO of hoger.

Voor beide diploma's is een 'voldoende' vereist voor alle onderdelen. Men moet dus viermaal voldoende hebben.
De diploma's NT2-I en/of diploma NT2-II geven vrijstelling voor de naturalisatietoets (Besluit naturalisatietoets artikel 3, lid 1, onder c). Voor inburgering in het kader van de wet Inburgering geldt een gedeeltelijke vrijstelling voor lezen, schrijven, luisteren en spreken. De inburgeraar moet wel nog het participatieverklaringstraject volgen.